# 猛杀威
猛杀威（英語：Promecarb）化学式C12H17NO2，是一种氨基甲酸酯类的杀虫剂。